# Арзамасцев, Захар Вадимович
Заха́р Вади́мович Арзама́сцев (род. 6 ноября 1992, Новокузнецк, Кемеровская область) — российский хоккеист, защитник.

## Клубная карьера
В 2009 году Арзамасцев начал профессиональную карьеру в «Кузнецких медведях», с которыми в сезоне 2009/10 выиграл серебряные медали первого в истории Кубка Харламова. Дебютировал в Континентальной хоккейной лиге 13 сентября 2009 года в домашнем матче «Металлурга» против «Витязя», завершившимся поражением новокузнечан 1:3. На следующий день Захар был отправлен в молодёжную команду, и следующий вызов в «Металлург» получил в начале декабря. В своей четвёртой игре в КХЛ 12 декабря 2009 года забросил первую в карьере шайбу в ворота ХК МВД. Всего в сезоне 2009/10 Арзамасцев сыграл за «Металлург» 21 матч, набрал два (1+1) очка. Согласно многим предварительным рейтингам, в том числе рейтинге центрального скаутингового бюро НХЛ, считался реальным претендентом на выбор в драфте НХЛ 2011 года, однако в результате задрафтован не был. Всего за четыре сезона в составе «Металлурга» провёл в КХЛ 169 матчей, в которых набрал 27 (8+19) очков.
14 июня 2013 года в результате обмена стал игроком ярославского «Локомотива». Провёл за клуб четыре матча, после чего 10 октября 2013 года вернулся в «Металлург». 14 января 2014 года в результате обмена на денежную компенсацию перешёл в московский ЦСКА. Провёл четыре матча за клуб и 9 мая 2014 года был обменян в «Северсталь». В сезоне 2014/15 сыграл в 57 матчах регулярного чемпионата КХЛ и набрал 12 (4+8) очков при показателе полезности «+12».
1 мая 2015 года перешёл в «Салават Юлаев». В составе клуба Арзамасцев дважды выигрывал бронзовые медали в сезонах 2015/16 и 2018/19. В общей сложности за «юлаевцев» провёл 324 матча, отметившись 82 (34+48) результативными баллами, при показателе полезности «+10» и 86 штрафных минутах. 30 апреля 2020 года покинул «Салават Юлаев» в связи с истечением срока контракта. 2 мая 2020 года перешёл в «Автомобилист», подписав односторонний контракт с на два года. 20 января 2022 года клуб расторг контракт с защитником. Всего за «Автомобилист» на его счету 57 матчей в КХЛ и 10 (0+10) набранных очков.
24 января 2022 года перешёл в «Рытиржи Кладно», выступающие в чешской экстралиге. 15 июля 2022 года вернулся в КХЛ и заключил контракт на один год с московским «Спартаком». 17 октября 2022 года контракт был расторгнут без выплаты компенсации, за «Спартак» провёл 15 матчей, при одном забитом голе и показателе полезности «-2».

## Карьера в сборной
В апреле 2010 года участвовал в юниорском чемпионате мира (до 18 лет) в составе сборной России (итог — 4 место). В ноябре 2010 года — в молодёжной суперсерии в составе молодёжной сборной России. Был одним из претендентов на поездку на МЧМ 2011, однако в окончательный состав не попал.
В ноябре 2011 года участвовал в составе второй молодёжной сборной России в «Турнире 4-х наций», проходившем в Финляндии. Команда Евгения Корешкова заняла на нём третье место. 23 декабря 2011 года вошёл в окончательный состав молодёжной сборной России для участия в молодёжном чемпионате мира 2012.
С 2017 по 2019 год привлекался к выступлениям за сборную России.

## Достижения

### Командные
| Год  | Команда           | Достижение                                    | Достижение |
| ---- | ----------------- | --------------------------------------------- | ---------- |
| 2010 | Кузнецкие медведи | Серебряный призёр МХЛ                         |            |
| 2012 | Россия (мол.)     | Серебряный призёр молодёжного чемпионата мира |            |
| 2016 | Салават Юлаев     | Бронзовый призёр КХЛ                          |            |
| 2019 | Салават Юлаев     | Бронзовый призёр КХЛ                          |            |

### Личные
| Год  | Команда           | Достижение                    | Достижение |
| ---- | ----------------- | ----------------------------- | ---------- |
| 2010 | Кузнецкие медведи | Участник Матча всех звёзд МХЛ |            |
| 2017 | Салават Юлаев     | Участник Матча всех звёзд КХЛ |            |

## Статистика
| Легенда | Легенда                    | Легенда | Легенда                   | Легенда | Легенда    |
| ------- | -------------------------- | ------- | ------------------------- | ------- | ---------- |
| И       | Количество проведённых игр | Штр     | Штрафное время            | +/−     | Плюс-минус |
| Г       | Голы                       | П       | Голевые передачи          | О       | Очки       |
| -       | Статистика неизвестна      | —       | Статистика не учитывалась |         |            |

### Клубная
- a В «Плей-офф» учитывается статистика игрока в Кубке Надежды.